# John Monmouth
Pour les articles homonymes, voir Monmouth.
John Monmouth ou John de Monmouth est un théologien et prélat anglais mort le 8 avril 1323. Il est évêque de Llandaff, au pays de Galles, de 1297 à sa mort.

## Biographie
Originaire des marches galloises, John Monmouth étudie la théologie à l'université d'Oxford sous la tutelle de Robert Winchelsey dans les années 1270. Il reçoit plusieurs bénéfices ecclésiastiques dans les années qui suivent et occupe le poste de chancelier de l'université d'Oxford de juin 1290 à décembre 1291.
Devenu archevêque de Cantorbéry en 1293, Winchelsey propose la nomination de John Monmouth comme évêque de Llandaff l'année suivante. Ce siège épiscopal est vacant depuis la mort de William de Braose (en), en 1287, mais la situation politique et religieuse délicate entraîne un délai supplémentaire. Ce n'est qu'en 1297 qu'il peut procéder au sacre de Monmouth.
Les activités épiscopales de John Monmouth sont mal attestées. Il développe l'organisation du clergé de la cathédrale de Llandaff et effectue plusieurs visites dans son diocèse. Il apprend la langue galloise et se fait apprécier de la population locale, comme en témoigne le comportement du noble gallois Llywelyn Bren : lorsqu'il se révolte contre le roi Édouard II, en 1316, c'est à la cathédrale de Llandaff qu'il fait entreposer tous ses biens personnels pour plus de sécurité.
John Monmouth prend une part active dans les affaires politiques du royaume d'Angleterre. Il reste un fidèle partisan de l'archevêque Robert Winchelsey jusqu'à sa mort, en 1313. Comme Winchelsey et d'autres évêques, il fait partie des seigneurs ordonnateurs chargés de réformer le royaume et qui produisent les Ordonnances de 1311. Il s'éloigne cependant des réformateurs les plus radicaux après l'exécution de Pierre Gaveston, en 1312, et s'efforce par la suite d'agir comme médiateur entre le roi et le comte Thomas de Lancastre.